# Siniltún
Siniltún es una localidad del estado de Yucatán, México, perteneciente al municipio de Baca ubicada al suroriente de Baca, la cabecera municipal.

## Toponimia
El nombre (Siniltún) significa en idioma maya "adornado con piedra labrada."

## Importancia histórica
Tuvo su esplendor durante la época del auge henequenero y emitió fichas de hacienda las cuales por su diseño son de interés para los numismáticos.

## Demografía
Según el censo de 2005 realizado por el INEGI, la población de la localidad era de 0 habitantes.
| 0                           |
| (Fuente: INEGI [Consultar]) |

## Galería

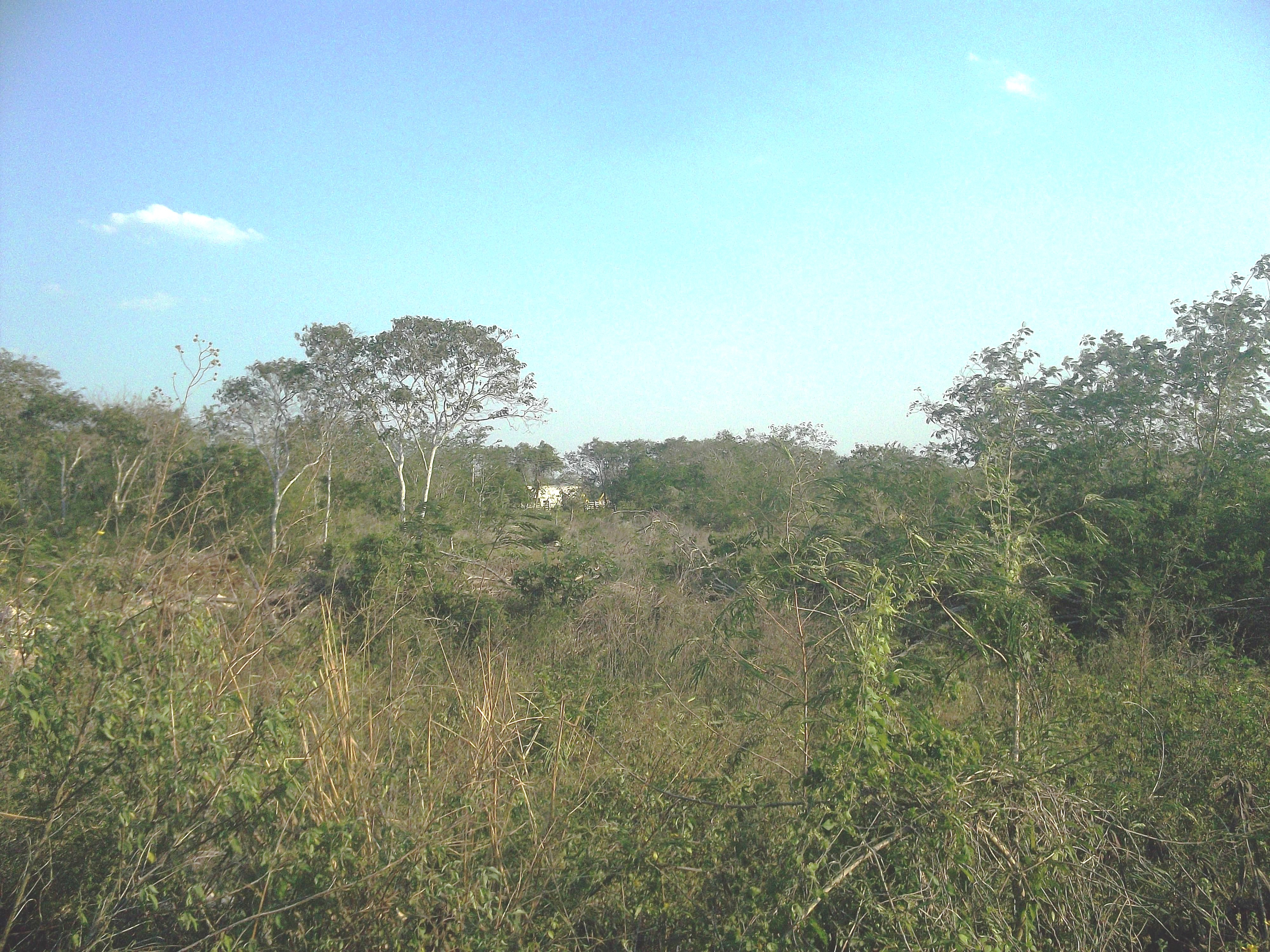
Vista de la hacienda Siniltún.
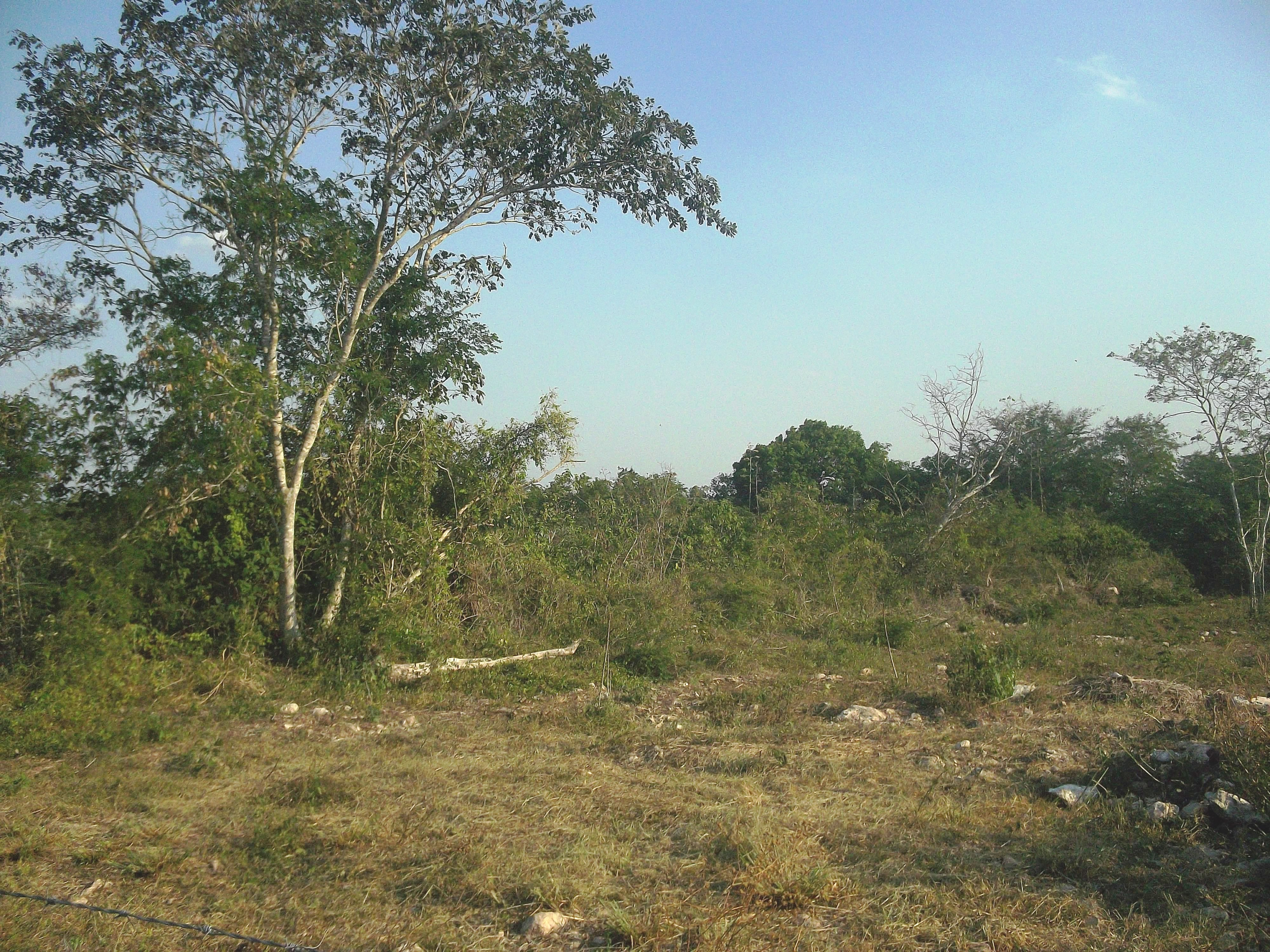
Vista de la hacienda Siniltún.
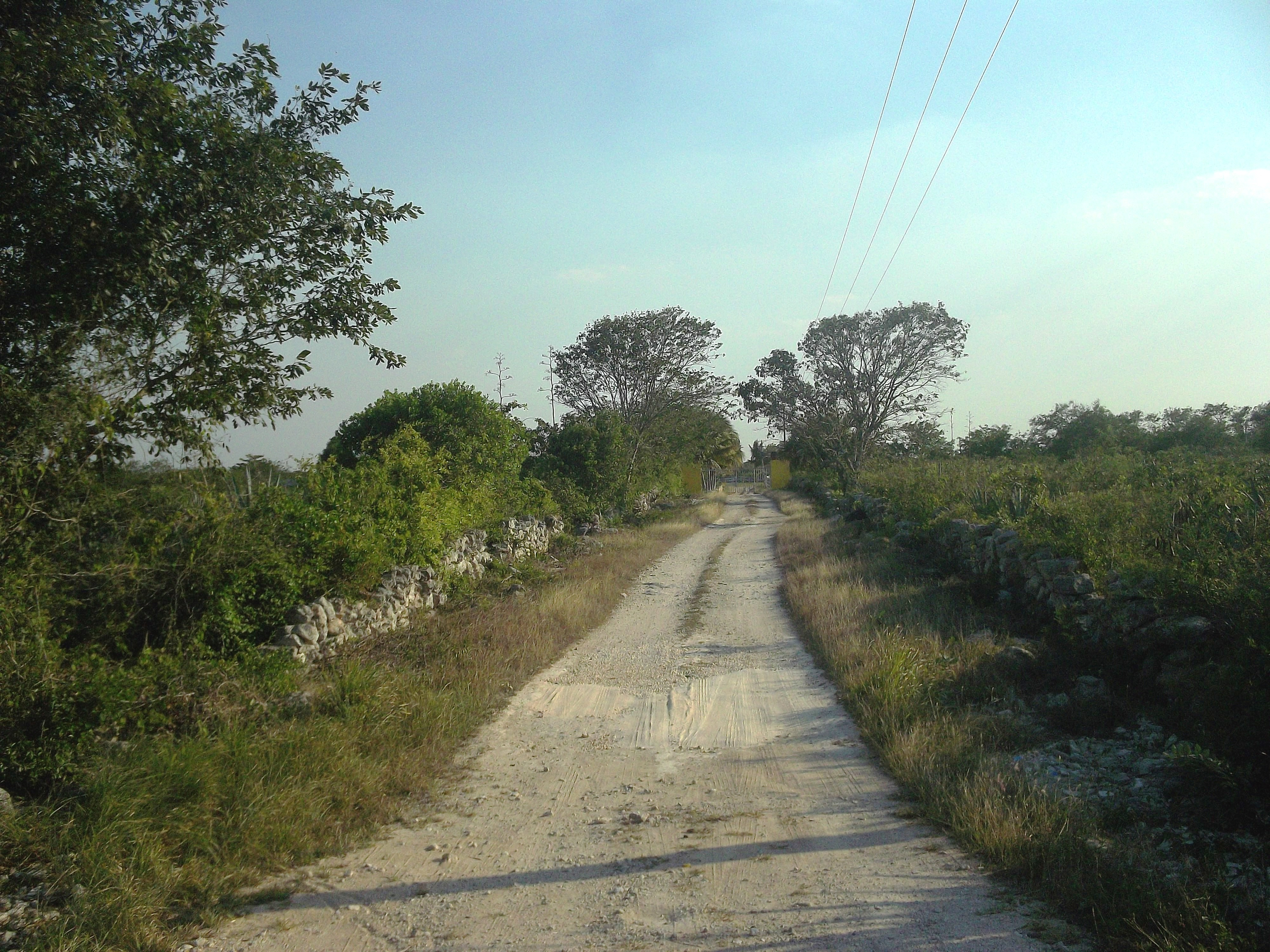
Vista de la hacienda Siniltún.
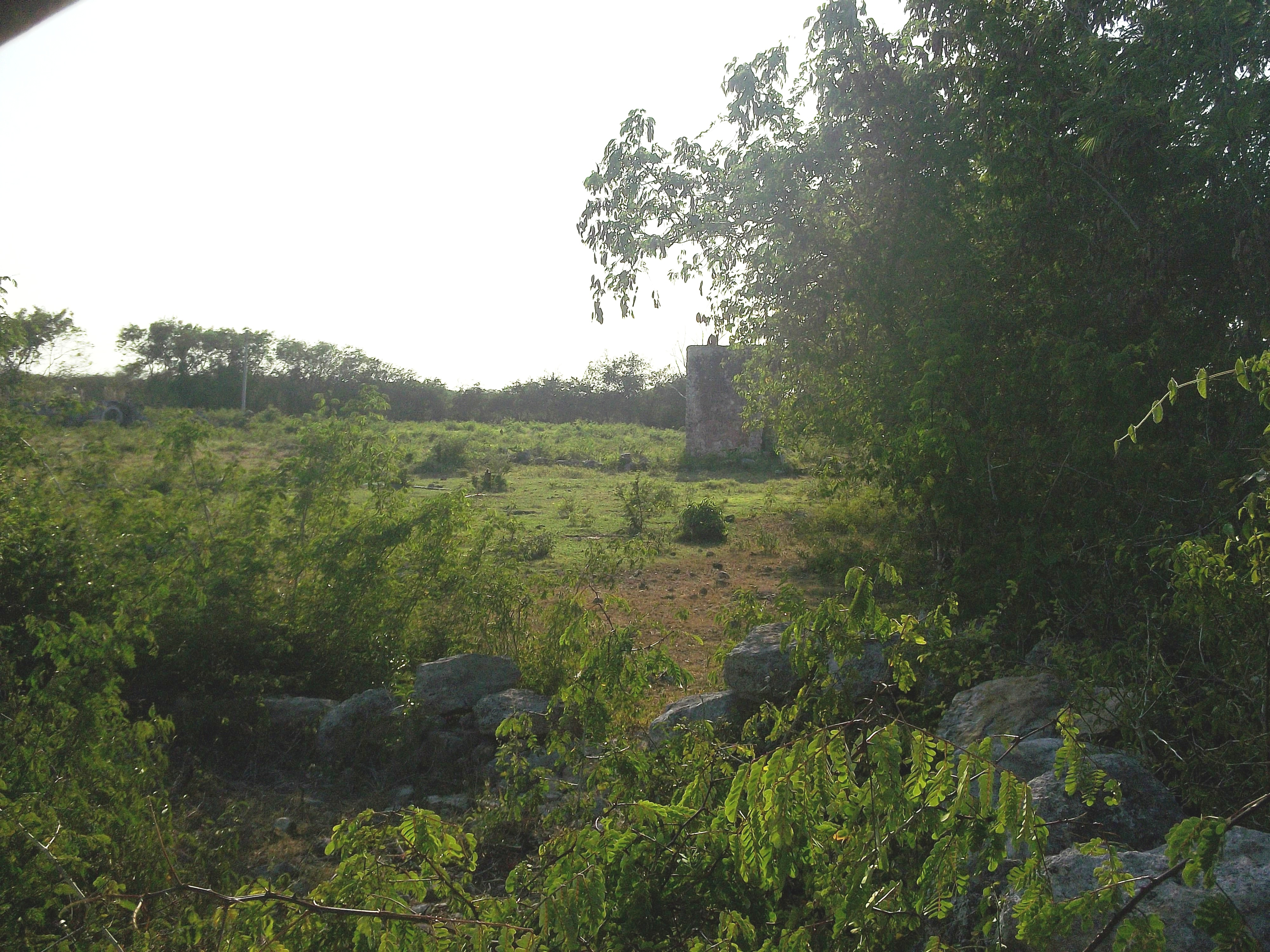
Vista de la hacienda Siniltún.
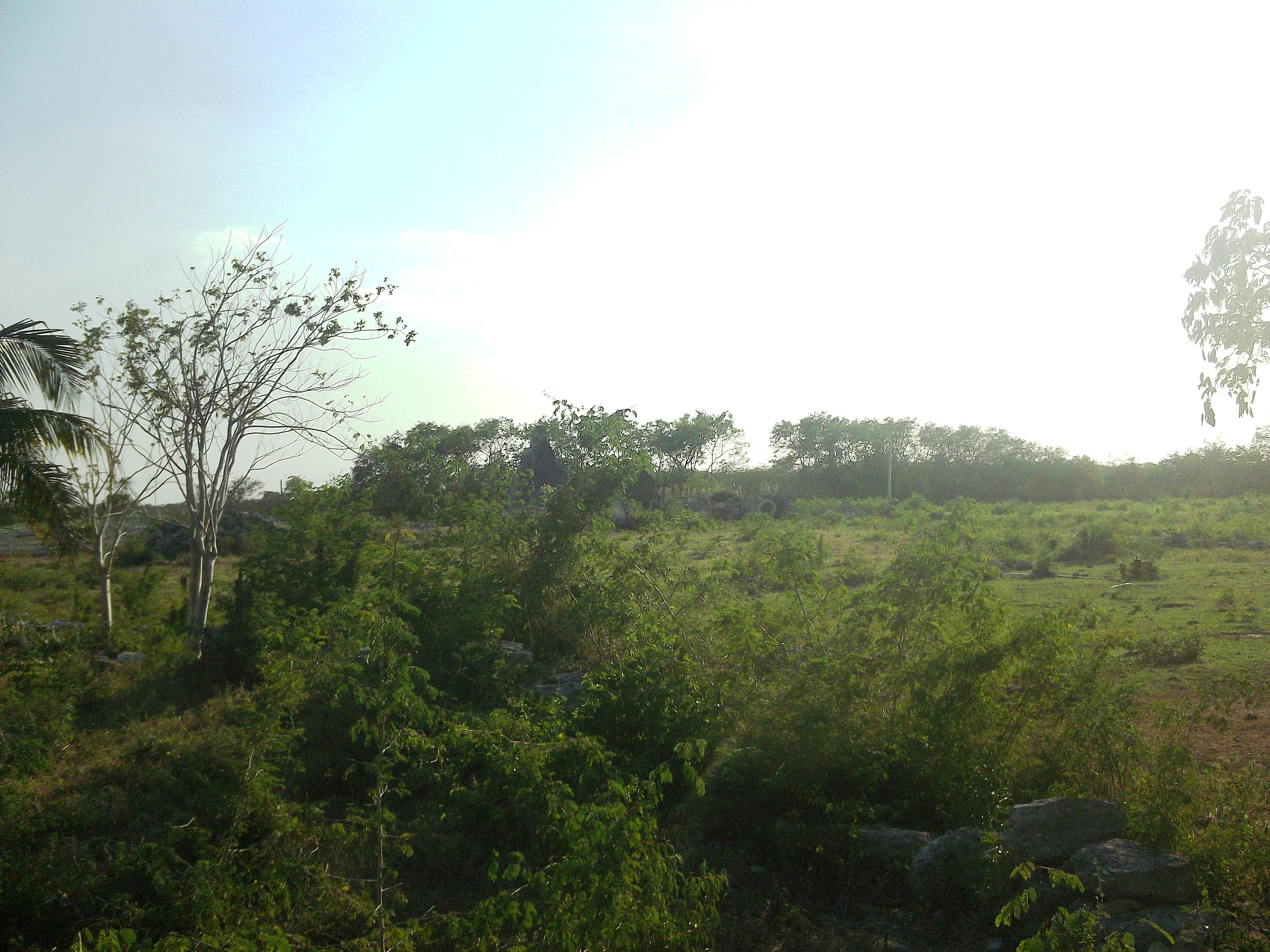
Vista de la hacienda Siniltún.
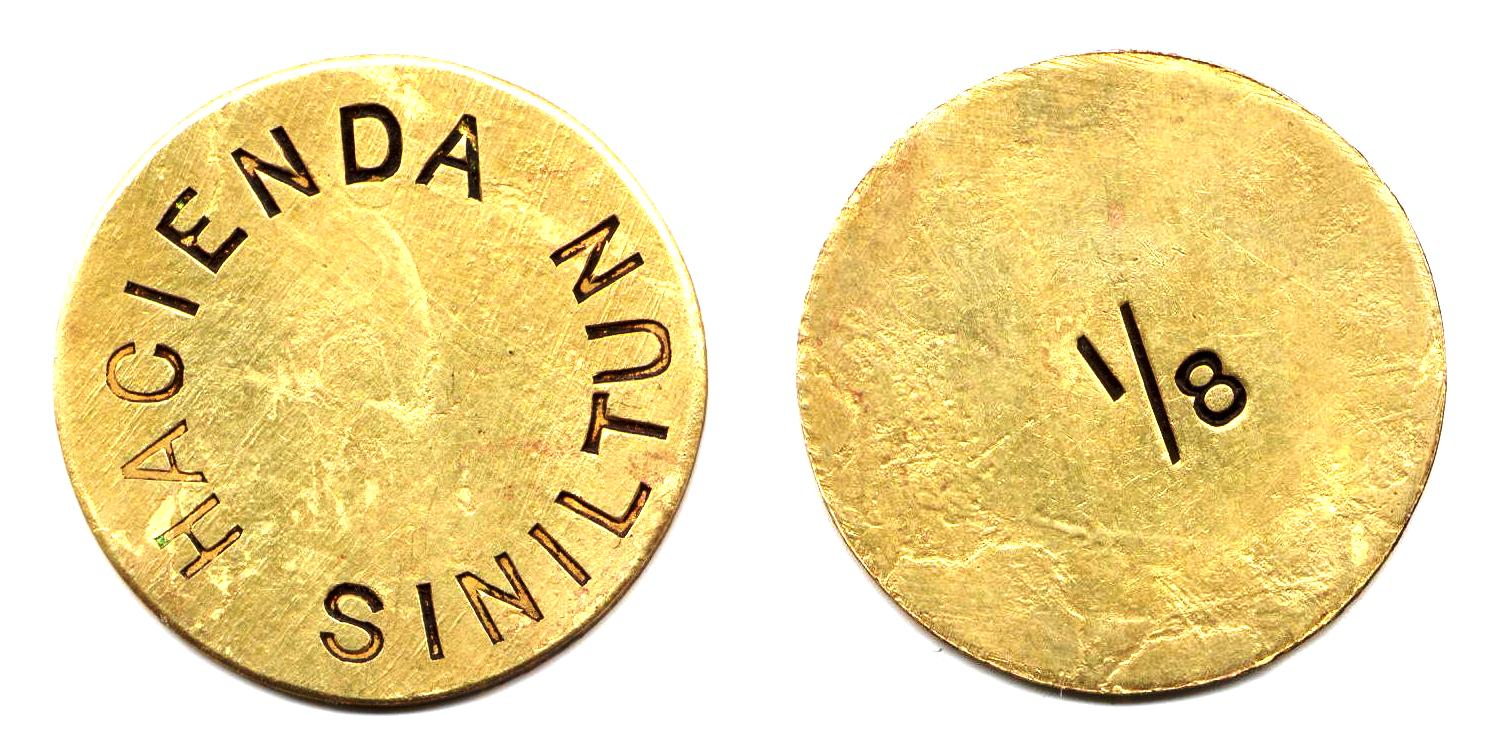
Ficha por un octavo de real de la Hacienda Siniltún,
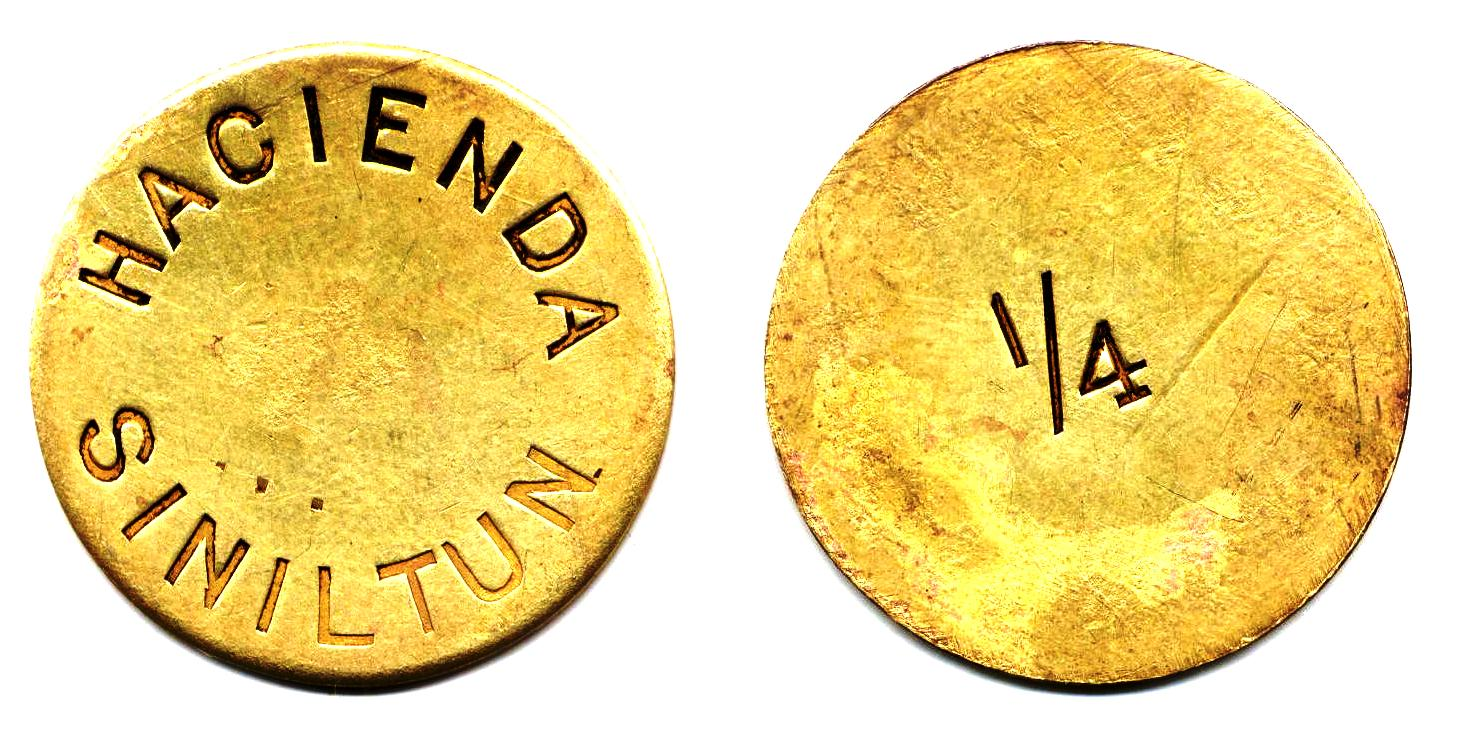
Ficha por un cuarto de real de la Hacienda Siniltún.
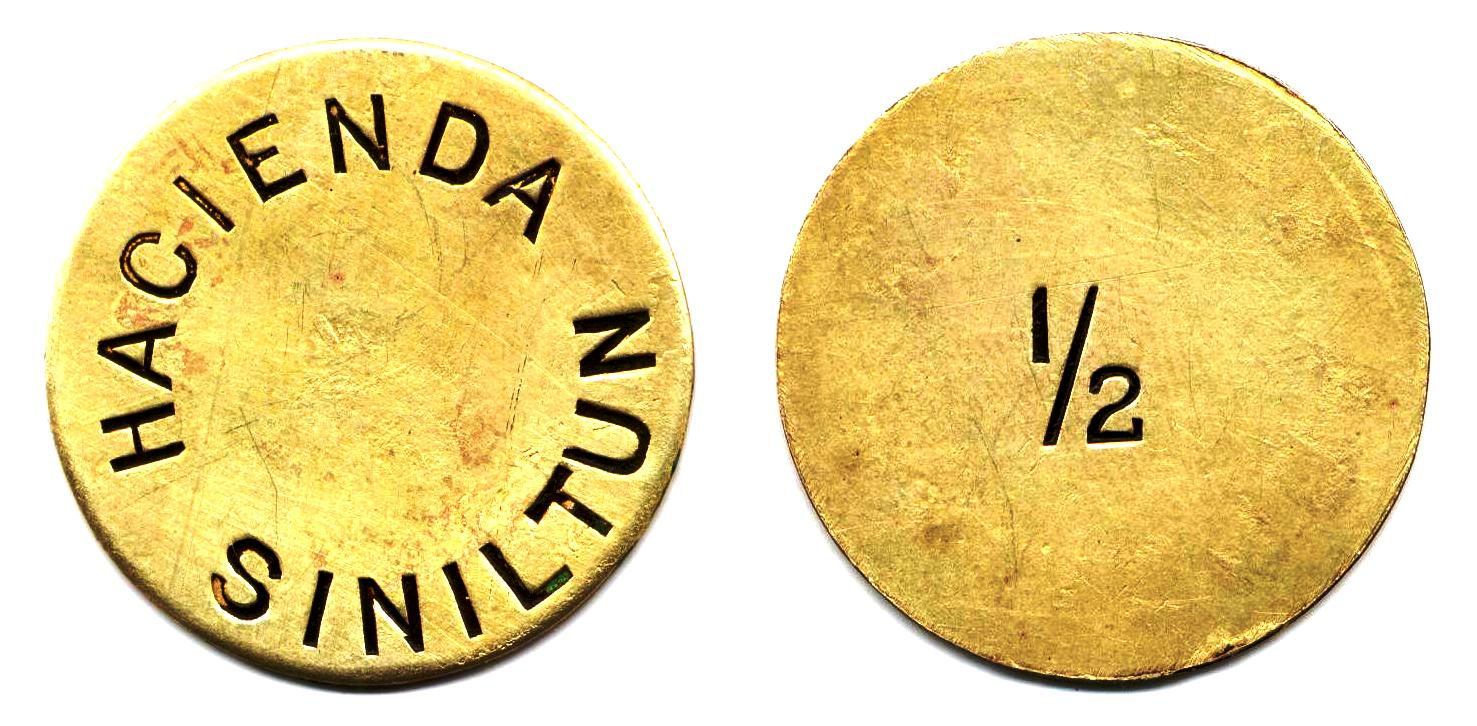
Ficha por medio real de la Hacienda Siniltún.
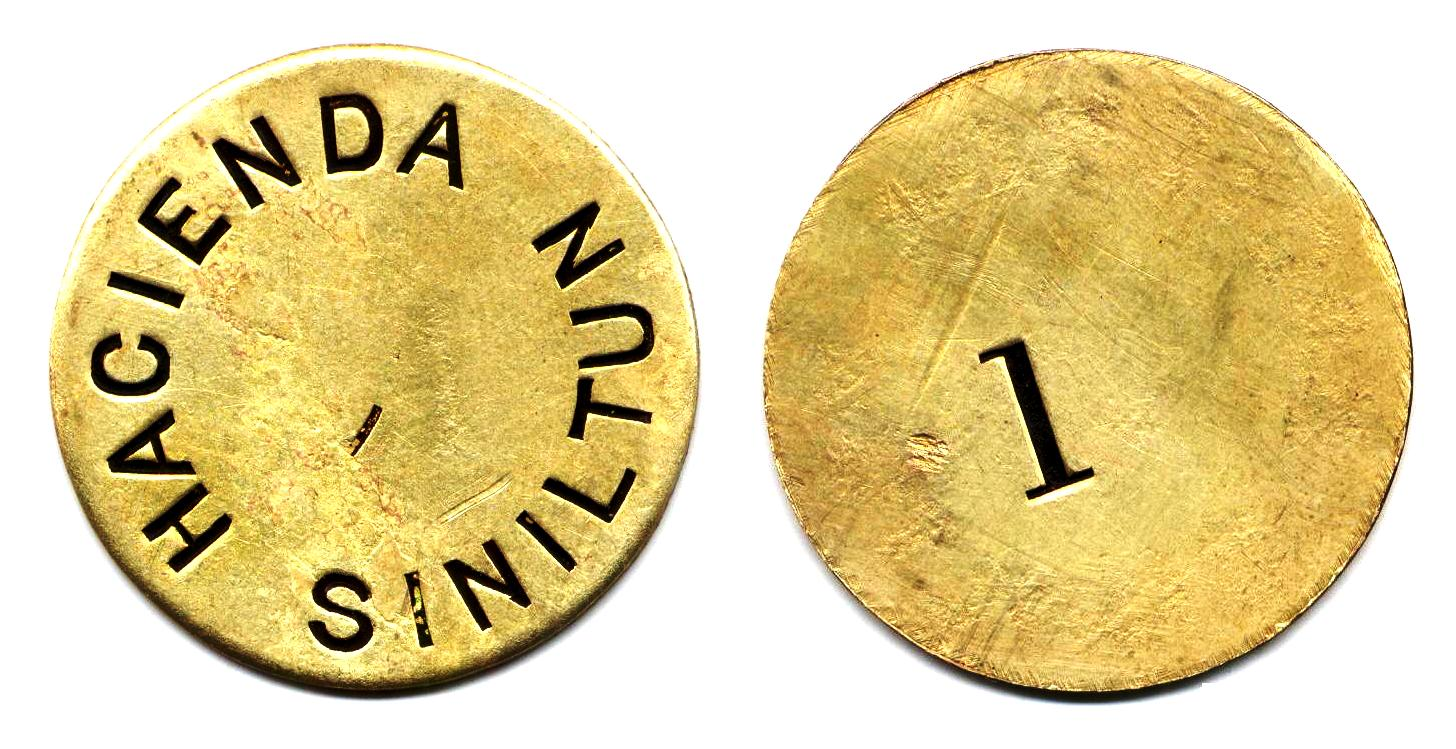
Ficha por 1 real de la Hacienda Siniltún.